# Ліпе (Груєцький повіт)
Ліпе (пол. Lipie) — село в Польщі, у гміні Блендув Груєцького повіту Мазовецького воєводства.
Населення — 424 особи (2011).
У 1975-1998 роках село належало до Радомського воєводства.

## Демографія
Демографічна структура станом на 31 березня 2011 року:
|          | Загалом | Допрацездатний вік | Працездатний вік | Постпрацездатний вік |
| -------- | ------- | ------------------ | ---------------- | -------------------- |
| Чоловіки | 211     | 36                 | 146              | 29                   |
| Жінки    | 213     | 38                 | 110              | 65                   |
| Разом    | 424     | 74                 | 256              | 94                   |